# Jobandtalent
Jobandtalent ist eine spanische Arbeitsvermittlungsplattform, die im Bereich der Zeitarbeit und Personaldienstleistungen tätig ist und über ihre App Arbeitnehmer mit Unternehmen zusammenbringt. Das Unternehmen, das 2009 von Felipe Navío, Juan Urdiales und Tabi Vicuña gegründet wurde, hat Niederlassungen in allen Provinzen Spaniens, dem Vereinigten Königreich, Deutschland, Schweden, Frankreich, Mexiko und Kolumbien.

## Geschichte

### Anfänge
Im Januar 2012 eröffnete die Jobbörse ein Büro in Barcelona und ein zweites in London. Eineinhalb Jahre später erhielt das Unternehmen eine Finanzierung in Höhe von 3,3 Millionen USD (2,5 Millionen Euro), wodurch die weitere internationale Expansion möglich wurde.
Im Juli 2014 sammelte Jobandtalent in einer neuen Finanzierungsrunde 14 Millionen US-Dollar (10,2 Millionen Euro) ein, die bisher größte Serie-A-Finanzierungsrunde in Spanien. Zu den Investoren gehören Qualitas Equity Partners, Kibo Ventures und Fundación José Manuel Entrecanales sowie die Business Angel Pelayo Cortina Koplowiz, Nicolás Luca de Tena und Alfonso Villanueva. Im selben Monat wurde Félix Ruiz, Mitgründer von Tuenti, zum Präsidenten von Jobandtalent ernannt. Seine Beziehung zum Unternehmen hatte er 2012 als Investor begonnen.
Im Mai 2015 gab Jobandtalent den Abschluss einer Serie-A-Finanzierungsrunde in Höhe von 23 Millionen Euro bekannt, eine Erweiterung der im Vorjahr getätigten Investitionen. Diese Runde wurde vom spanischen Unternehmer Pelayo Cortina Koplowitz geleitet, zusammen mit den Investorenfirmen des Vorjahres.
Im Juni 2016 gab Jobandtalent den Abschluss einer neuen Serie-B-Investitionsrunde in Höhe von 38 Millionen Euro bekannt, die vom Investmentfonds Atomico zusammen mit FJ Labs und den Investoren Adejemi Ajao und Steve Goodman geleitet wurde. Atomico ist ein internationaler Fonds, der vom Skype-Gründer Niklas Zennström ins Leben gerufen wurde.

### Änderung des Geschäftsmodells
Nach einem "Job Board"-Geschäftsmodell wechselte Jobandtalent im Jahr 2016 zu einem transaktionalen Geschäftsmodell und wurde zu einer Zeitarbeitsfirma. Nach einer mehrmonatigen Übergangsphase, in der das Unternehmen tiefgreifende Veränderungen vornehmen musste, um die Umstellung des Modells zu vollziehen, hat Jobandtalent einen Wachstumspfad gefunden, der zu einer Vervielfachung des Jahresumsatzes von 5 Millionen Euro auf geführt hat.

## Betrieb
Unter Anwendung eines selbst entwickelten Algorithmus bringt Jobandtalent Bewerber mit Stellenangeboten und Unternehmen mit Bewerbern zusammen, dabei vergleicht der Algorithmus die Schlagworte von Anbietern und Kandidaten miteinander. Die Anwendung bietet außerdem Services zur Stellensuche, Vorschläge für Stellenangebote, Stellenausschreibungen für Unternehmen, Vertragsmanagement für kleine und mittlere Betriebe sowie Tipps für Vorstellungsgespräche, das Schreiben eines Lebenslaufs usw.